# Кропивницкий, Лев Евгеньевич
Лев Евге́ньевич Кропивни́цкий (27 августа 1922, Тюмень — 26 мая 1994, Москва) — советский художник-нонконформист, поэт, искусствовед.

## Биография
Сын художников Евгения Кропивницкого и Ольги Потаповой. В 1939 году поступил в Московский институт прикладного и декоративного искусства. Первые уроки рисования получил в семье.
В 1939 году поступил в Московский институт прикладного и декоративного искусства (МИПИДИ), однако начавшаяся война прервала учёбу. В 1941 году Кропивницкий ушёл на фронт; после неоднократных ранений был демобилизован, вернулся в Москву и продолжил обучение в институте.
В 1946 году осужден ОСО на десять лет лагерей. Освобожден в декабре 1954 года. Жил в Казахстане. В 1956 году был реабилитирован и вернулся в Москву. С конца 1950-х годов работал в Комбинате декоративно-прикладного искусства. С 1957 года участвовал более чем в 120 выставках в СССР, РФ и за рубежом.
Умер в Москве 26 мая 1994 года.

## Творчество
Лев Кропивницкий — яркий представитель «Лианозовской группы». В конце 1950-х одним из первых обратился к абстрактной живописи; в конце 1960-х — 1970-е годы вернулся к фигуративному искусству, сочетая в своей манере черты «наивного» искусства и экспрессионизма.
Работы находятся в собраниях:
- Музей «Другое искусство», Москва.
- Новый музей, Санкт-Петербург.
- Государственная Третьяковская галерея, Москва[5]
- Музей нонконформизма, Москва.

## Книги стихов
- Капризы подсознания. — М.: Прометей, 1990. — 112 с.

## Семья
- Сестра — художник Валентина Кропивницкая, замужем за художником Оскаром Рабиным.
  - Племянник — художник Александр Рабин.
- Жена — Галина Давыдовна Кропивницкая (1929—2014), первый директор Музея В. А. Тропинина и московских художников его времени.